# Blast of Tempest
Blast of Tempest (яп. 絶園のテンペスト, Дзецуен но Тенпесуто, Буря втрат) — манґа автора Кьо Сіродайри й ілюстраторів Аріхіде Сано та Рена Сейдзакі. Аніме-адаптація судії Bones транслювалася з жовтня 2012-го по березень 2013. Ліцензовано Aniplex of America у Північній Америці та Madman Entertainment в Австралії.

## Сюжет
Старшокласник Махіро Фува втратив найдорожчу людину — невідомі вбили його молодшу сестру Айку. Час йшов, влада не змогла знайти ключів до розгадки, в підсумку хлопець поклявся особисто помститися вбивцям і зник. Через рік Йосіно Такігава, близький друг Фуви, прийшов поклонитися могилі родини Фува — і опинився втягнутим у бій між старим другом і якоюсь незнайомкою. Причому Махіро літав по повітрю і відбивав кулі, він знайшов несподівану допомогу в своїх пошуках і запропонував Йосіно приєднатися. Такігава не зміг відмовитися, оскільки має таємницю: він любив Айку, хоча на людях пара всіляко приховувала свої стосунки. Махіра повідав, що уклав контракт з Хакадзе Кусарібе, найсильнішим магом нинішнього покоління.
Хакадзе, хранителька Древа Початків, була зраджена своїми помічниками і заточена на безлюдному острові. Владу захопив її родич Самон, який хоче відродити Древо Забороненого Сада, воно ж Древо Пізнання, що дає абсолютну владу. Глава клану Кусарібе, відрізана від магії, вклала останні іскри дару в дві дерев'яні ляльки, одну з них за іронією долі знайшов на далекому березі японський хлопець та домовився з чарівницею, що вони допоможуть один одному.
Кілька діалогів і сюжетних елементів в Zetsuen no Tempest — повага до двох робіт Вільяма Шекспіра, Гамлет і Буря, історій про помсту, хоча і з абсолютно протилежними результатами.

## Персонажі
- Йосіно Такігава (яп. 滝川 吉野)

Центральний чоловічий персонаж, найкращий друг Махіро та таємний бойфренд Айки, який приєднується до його пошуків, щоб зупинити Древо Пізнання. Має каштанове волосся і зелені очі. У спогадах він носив окуляри в школі. Носить червоний шарф, який охоплює більшу частину його шиї, смугасту, червону і білу краватку під синьою курткою; маленький коричневий рюкзак на спині на ременях навколо плечей.
Так само, як Махіро, Йосіно важко пережити смерть Айки, крім цього, він був її бойфрендом, що завжди тримав у секреті від Махіро на прохання дівчини. У Йосіно більш спокійний і зібраний характер на відміну від безрозсудної поведінки Махіро, тільки він в змозі переконати його, коли той занадто зосереджений на помсті, звернути увагу на щось ще.
Попри спокійну особистість Йосіно може вдатися до обману і маніпуляцій, коли виникає така необхідність. Він цілком здатний перетворити ситуацію на власну користь, навіть у найгірші моменти. Інші також зазначають, що він — людина, яка може з кам'яним обличчям щось робити або навпаки робити вигляд, що нічого не сталося.
- Махіро Фува (яп. 不破 真広)

Центральний чоловічий персонаж, найкращий друг Йосіно та зведений брат Айки. Його сім'я була убита за один рік до початку серіалу, в тому числі його батько, мати й Айка. В обмін на допомогу, щоб знайти винуватця вбивства, Махіро погоджується з планом Хакадзе, щоб зупинити воскресіння Древа Пізнання з допомогою Йосіно. Він молода людина зі світлим волоссям і червоними очима, хоча в аніме вони іноді мають фіолетовий відтінок.
Махіро мало цікавить доля світу, його головне бажання — знайти і покарати вбивцю своєї сім'ї, особливо заради Айки. Будучи некровним братом Айки, Махіро стверджує, що він ніколи не мав романтичних почуттів до неї, хоча його дії свідчать про протилежне. Махіро загалом прониклива людина, але деякі події під своїм носом не бачить, це ж стосується і його власних почуттів.
Він хлопець з твердим характером, його мало хвилює думка сторонніх, має високий рівень впевненості в собі, незважаючи на свої недоліки. Його вважають надійним. Його рівень інтелекту також високий, що підтверджується Йосіно. В манзі Йосіно згадує, що Махіро є одним з найкращих бомбардирів в країні через фотографічну пам'ять.
- Айка Фува (яп. 不破 愛花)

Центральний жіночий персонаж, зведена сестра Махіро та таємна дівчина Йосіно. З'являється в основному у спогадах головних героїв. Загинула разом зі своїми батьками за один рік до початку серіалу. Вона мала прекрасний колір обличчя, світло-каштанове волосся, в тому числі два густі, довгі пасма на кожній стороні плечей.
Айка загадкова дівчина. Вона добра і хитра, особа, що любить контролювати інших, й одночасно жіночна та красива. Має комплекс переваги над іншими персонажами, завжди здається, що вона знає більше, ніж каже. Показано, що дівчина — розумна людина, часто цитує твори Шекспіра.
Пізніше з'ясовується, що вона маг і замість вбивства покінчила життя самогубством.
- Хакадзе Кусарібе (яп. 鎖部 葉風)

Центральний жіночий персонаж, лідер клану Кусарібе, також відома як «Маг Буття». Має довге волосся і червоні очі. На початку аніме з'являється у світло-рожевій короткій спідниці. Пізніше, коли вона потрапила в майбутнє, вона носить спідницю і піджак з парою коричневих черевиків.
Хакадзе досить рішуча дівчина, відверта та груба у спілкуванні. Вона не порушує обіцянки. М'яка сторона Хакадзе показана після того, коли вона зустрілася з Йосіно. Вона перетворюється на невинну маленьку дівчинку, яка відчуває любов в перший раз. З тих пір, як вона зрозуміла, що таке її почуття, вона не може перестати думати про Йосіно.

## Медіа

### Манґа

#### Список томів
| №  | Дата виходу       | ISBN                   |
| -- | ----------------- | ---------------------- |
| 1  | 22 лютого 2010    | ISBN 978-4-7575-2795-9 |
| 2  | 22 липня 2010     | ISBN 978-4-7575-2935-9 |
| 3  | 22 грудня 2010    | ISBN 978-4-7575-3087-4 |
| 4  | 22 серпня 2011    | ISBN 978-4-7575-3253-3 |
| 5  | 22 листопада 2011 | ISBN 978-4-7575-3409-4 |
| 6  | 12 травня 2012    | ISBN 978-4-7575-3589-3 |
| 7  | 22 вересня 2012   | ISBN 978-4-7575-3724-8 |
| 8  | 22 січня 2013     | ISBN 978-4-7575-3852-8 |
| 9  | 22 травня 2013    | ISBN 978-4-7575-3961-7 |
| 10 | 22 листопада 2013 | ISBN 978-4-7575-4127-6 |

### Аніме
Початок трансляції розпочався на MBS 5 жовтня 2012. Паралельно транслювався англійською на Crunchyroll. Ліцензовано Aniplex of America у Північній Америці та Madman Entertainment в Австралії. Перший опенінг «Spirit Inspiration» виконує Nothing's Carved in Stone (епізоди 1-12), ендінг «happy endings» — Кана Хакадзава. Другий опенінг «Even Though I Love You» виконує Kylee (епізоди 13-24), ендінг «Our Song» — Томохіса Сако.

#### Список епізодів
| № серії | Назва серії | Оригінальна дата показу |
| ------- | --- | ----------------------- |
| 1       | «The Mage in the Barrel» «Mahoutsukai ha, Taru no Naka» (яп. 魔法使いは、樽の中)                                                  | 5 жовтня 2012           |
| 2       | «He Said She Was Very Beautiful» «Kanojo wa Totemo Kireidatta, to Shounen wa Itta» (яп. 彼女はとてもきれいだった、と少年は言った) | 12 жовтня 2012          |
| 3       | «There Are Things Even Magic Cannot Do» «Dekinai Koto Wa, Mahou Ni Mo Aru» (яп. できないことは、魔法にもある)                     | 19 жовтня 2012          |
| 4       | «The Cursed Pair» «Batsu-atari, Futari» (яп. 罰あたり、ふたり)                                                                    | 26 жовтня 2012          |
| 5       | «Everything Happens For a Reason» «Subete no Koto ni wa, Wake ga Aru» (яп. 全てのことには、わけがある)                            | 2 листопада 2012        |
| 6       | «The Paradox of the Skull» «Mujun Suru, Tōgai» (яп. 矛盾する、頭蓋)                                                               | 9 листопада 2012        |
| 7       | «First Kiss» «Fasuto Kisu» (яп. ファースト · キス)                                                                                | 16 листопада 2012       |
| 8       | «The Hour of the Princess’ Suppression» «Majo wo Tatsu, Jikan» (яп. 魔女を断つ、時間)                                             | 23 листопада 2012       |
| 9       | «Boyfriend» «Kareshi» (яп. 彼氏)                                                                                                  | 30 листопада 2012       |
| 10      | «How to Make a Time Machine» «Taimu Mashin no Tsukurikata» (яп. タイムマシンのつくり方)                                           | 7 грудня 2012           |
| 11      | «Daughter of Time» «Toki no Musume» (яп. 時の娘)                                                                                  | 14 грудня 2012          |
| 12      | «Absent Thee from Felicity Awhile» «Shibashi ten no Shukufuku yori Toozakari......» (яп. しばし天の祝福より遠ざかり･･････)        | 21 грудня 2012          |
| 13      | «Philosophy of Dreams» «Yume no Kotowari» (яп. 夢の理)                                                                            | 11 січня 2013           |
| 14      | «Happy New Year» «Akemashite Omedetou» (яп. あけましておめでとう)                                                                 | 18 січня 2013           |
| 15      | «You Seem to Be Plotting Something» «Naniyara Takurande iru Yōdeari» (яп. 何やら企んでいるようであり)                             | 25 січня 2013           |
| 16      | «The Wandering Apparition» «Haikai suru Bōrei» (яп. 徘徊する亡霊)                                                                 | 1 лютого 2013           |
| 17      | «Marine Snow» «Marinsunō» (яп. マリンスノー)                                                                                      | 8 лютого 2013           |
| 18      | «The Dancing Princess» «Maihime» (яп. 舞姫)                                                                                       | 15 лютого 2013          |
| 19      | «The Object of Desire» «Negatta Mono wa» (яп. 願ったものは)                                                                       | 22 лютого 2013          |
| 20      | «Who Did It?» «Fūdanitto (Dare ga Yatta ka)» (яп. フーダニット （誰がやったか）)                                                  | 1 березня 2013          |
| 21      | «Femme Fatale» «Famu Fatāru (Unmei no Onna)» (яп. ファム·ファタール （運命の女）)                                                 | 8 березня 2013          |
| 22      | «Aika Fuwa» «Fuwa Aika» (яп. 不破愛花)                                                                                            | 15 березня 2013         |
| 23      | «The Battle of Genesis» «Hajimari no Tatakai» (яп. はじまりの戦い)                                                                | 22 березня 2013         |
| 24      | «To Each, Their Own Tale» «Sorezore no Monogatari» (яп. それぞれの物語)                                                           | 29 березня 2013         |